# Altezza Imperiale e Reale

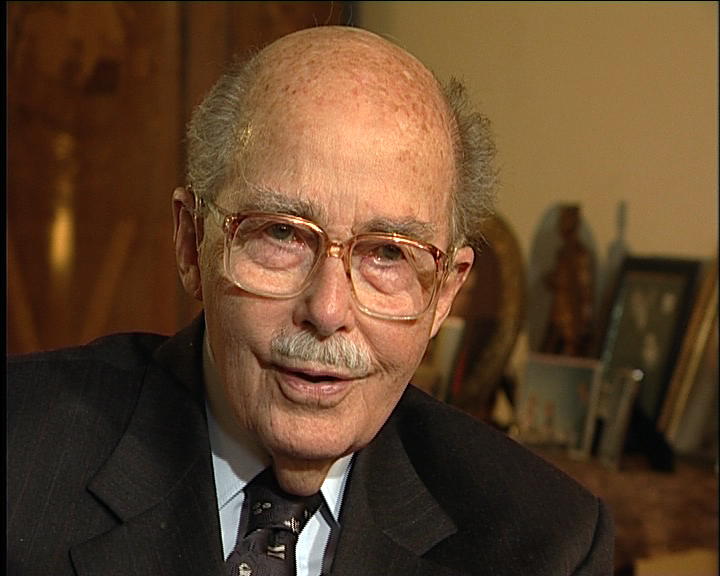
Sua Altezza Imperiale e Reale l'arciduca Otto d'Asburgo-Lorena.

Il titolo di Altezza Imperiale e Reale (acronimo: S.A.I.R., Sua Altezza ecc.; in tedesco: Kaiserliche und königliche Hoheit, da cui K.u.k.) è il trattamento che spetta ad alcuni membri di case reali, per nascita o matrimonio, che godano contemporaneamente del trattamento di Altezza Imperiale e di Altezza Reale. 
Essendoci stato in Europa fino al 1802 un solo imperatore, i primi a godere di questo titolo furono i membri della casa d'Asburgo-Lorena in quanto principi imperiali e arciduchi d'Austria e principi reali di Boemia e Ungheria. A loro s'aggiunse, nel XIX secolo, la casa di Hohenzollern: il primogenito del Kaiser (imperatore) era Altezza Imperiale e Reale in quanto principe ereditario (Kronprinz) al tempo stesso dell'Impero tedesco e del regno di Prussia; per matrimonio, portava lo stesso titolo anche la moglie del principe ereditario. Oggi, dopo la fine dell'impero, il trattamento spetta, di per sé, al capo della casa, che di fatto però non ne fa uso.
In seguito alla creazione del titolo di principe d'Orléans-Braganza nel 1908, i membri della casa imperiale del Brasile che discendono in linea maschile da Gastone d'Orléans, conte d'Eu, e da Isabella del Brasile hanno diritto al titolo di Altezza Imperiale e Reale, fatta eccezione per il capo della casa, che, in quanto erede presuntivo del trono brasiliano, perde ogni diritto al trono francese.